# Тонантий Ферреол
Тона́нтий Ферреол (лат. Tonantius Ferreolus) — преторианский префект Галлии (451—452). Был другом Сидония Аполлинария.
Родился в Лионе. Был внуком по матери Флавия Афрания Сиагрия и предположительно двоюродным братом главнокомандующего в Галлии Эгидия. Отец и дядя Тонантия пользовались большой известностью и уважением в Риме. Через свою жену Папианиллу он породнился с Сидонием и императором Авитом (455—456). Сидоний утверждает, что Ферреол получил префектуру во время вторжения Аттилы в Галлию, то есть в 451 году. Годом позже, как префект претория, он смог защитить римский город Арль от нападения вестготов, умилостивив готского короля, чье войско уже подошло к городским укреплениям. По рассказу Сидония, Ферреол устроил в честь короля богатый пир, во время которого уговорил его оставить город в покое. Жители Арля выразили своему префекту публичную благодарность.
В 468 году находился в Риме в составе комиссии из трех человек, собранной для следствия над Арвандом.
У Тонантия Ферреола была дочь и несколько сыновей, одного из которых также звали Тонантием.